# Élections européennes de 1987 en Espagne
Les élections européennes espagnoles de 1987 (en espagnol : Elecciones europeas de 1987 en España) se tiennent le 10 juin 1987 afin d'élire les 60 députés espagnols de la 2e législature du Parlement européen.
Organisé le même jour que les élections municipales et des parlements des communautés autonomes, le scrutin fait suite à l'adhésion de l'Espagne à la Communauté économique européenne.

## Contexte
Entre son accession à l'Union européenne et la tenue de ces élections, l'Espagne fut représentée au Parlement européen par 60 députés européens désignés par les Cortes Generales proportionnellement à leur propre composition. Aussi cette délégation se composait comme suit :
- Parti socialiste ouvrier espagnol : 36
- Alliance populaire : 14
- Parti démocrate populaire : 3
- Parti nationaliste basque : 1
- Union du centre démocratique : 1
- Union démocratique de Catalogne : 1
- Coalition canarienne : 1
- Gauche du Pays baque : 1

## Mode de scrutin
Conformément aux dispositions de la loi organique 5 du 19 juin 1985, les élections européennes se déroulent en Espagne suivant un système de représentation proportionnelle dans une circonscription unique et sans seuil électoral, les sièges ayant été attribués entre les différents partis suivant la méthode d'Hondt.

## Principaux partis et coalitions
| Parti | Parti | Tête de liste       |
| ----- | --- | ------------------- |
|       | Parti socialiste ouvrier espagnol Parti des socialistes de Catalogne                                                     | Fernando Morán      |
|       | Alliance populaire Union du peuple navarrais Centristes galiciens                                                        | Manuel Fraga        |
|       | Centre démocratique et social                                                                                            | Eduard Punset       |
|       | Gauche unie Initiative pour la Catalogne                                                                                 | Fernando Perez Royo |
|       | Convergence et Union | Carles Gasòliba     |
|       | Herri Batasuna | Txema Montero       |
|       | Coalition pour l'Europe des peuples - Eusko Alkartasuna - Gauche républicaine de Catalogne - Parti nationaliste galicien | Carlos Garaikoetxea |

## Résultats

### Répartition
| Parti | Parti | Voix      | %     | Élus        | Groupe      |
| ----- | --- | --------- | ----- | ----------- | ----------- |
|       | Parti socialiste ouvrier espagnol Parti des socialistes de Catalogne                                        | 7 522 706 | 39,08 | 25 3        | SOC         |
|       | Alliance populaire Union du peuple navarrais Centristes galiciens                                           | 4 747 283 | 24,65 | 17          | ED          |
|       | Centre démocratique et social                                                                               | 1 976 093 | 10,26 | 7           | NI          |
|       | Gauche unie - Parti communiste d'Espagne - Parti d'action socialiste - Parti socialiste unifié de Catalogne | 1 011 830 | 5,25  | - 1 - 1 - 1 | COM         |
|       | Convergence et Union - Convergence démocratique de Catalogne - Union démocratique de Catalogne              | 853 603   | 4,43  | - 1 - 2     | - LDR - PPE |
|       | Unité populaire                                                                                             | 360 952   | 1,87  | 1           | NI          |
|       | Coalition pour l'Europe des peuples - Solidarité basque                                                     | 326 911   | 1,7   | - 1         | ARC         |
|       | Gauche des peuples                                                                                          | 261328    | 1,36  |             |             |
|       | Union européiste                                                                                            | 226570    | 1,18  |             |             |
|       | Parti des travailleurs d'Espagne – Unité Communiste                                                         | 222680    | 1,16  |             |             |
|       | Parti andalou                                                                                               | 185550    | 0,96  |             |             |
|       | Parti démocrate populaire                                                                                   | 170866    | 0,89  |             |             |
|       | Union valencienne                                                                                           | 162128    | 0,84  |             |             |
|       | Front national                                                                                              | 122799    | 0,64  |             |             |
|       | Action sociale                                                                                              | 116761    | 0,61  |             |             |
|       | Les Verts                                                                                                   | 107625    | 0,56  |             |             |
|       | Parti aragonais                                                                                             | 105865    | 0,55  |             |             |
|       | Regroupement des indépendants des Canaries                                                                  | 96895     | 0,50  |             |             |
|       | Parti socialiste des travailleurs                                                                           | 77132     | 0,40  |             |             |
|       | Confédération des verts                                                                                     | 65574     | 0,34  |             |             |
|       | Bloc nationaliste galicien                                                                                  | 53116     | 0,28  |             |             |
|       | Estrémadure unie (EU)                                                                                       | 39369     | 0,28  |             |             |
|       | Parti ouvrier révolutionnaire                                                                               | 30157     | 0,16  |             |             |
|       | Assemblée nationale des étudiants de médecine et associés                                                   | 30143     | 0,16  |             |             |
|       | Parti ouvrier socialiste internationaliste                                                                  | 25270     | 0,13  |             |             |
|       | Coalition sociale-démocrate                                                                                 | 25058     | 0,13  |             |             |
|       | Phalange espagnole                                                                                          | 23407     | 0,12  |             |             |
|       | Parti humaniste                                                                                             | 22333     | 0,12  |             |             |
|       | Unification communiste d'Espagne                                                                            | 21482     | 0,11  |             |             |
|       | Union majorquine (UM)                                                                                       | 19066     | 0,10  |             |             |
|       | Parti coalition valencienne                                                                                 | 14749     | 0,08  |             |             |
|       | Parti régionaliste de Cantabrie                                                                             | 14553     | 0,08  |             |             |
|       | Parti régionaliste de Castille et León                                                                      | 12616     | 0,07  |             |             |
|       | Libération andalouse                                                                                        | 9881      | 0,05  |             |             |
|       | Parti espagnol démocrate                                                                                    | 9146      | 0,05  |             |             |

### Députés élus
- Liste des députés européens d'Espagne de la 2e législature